# Halvor Floden

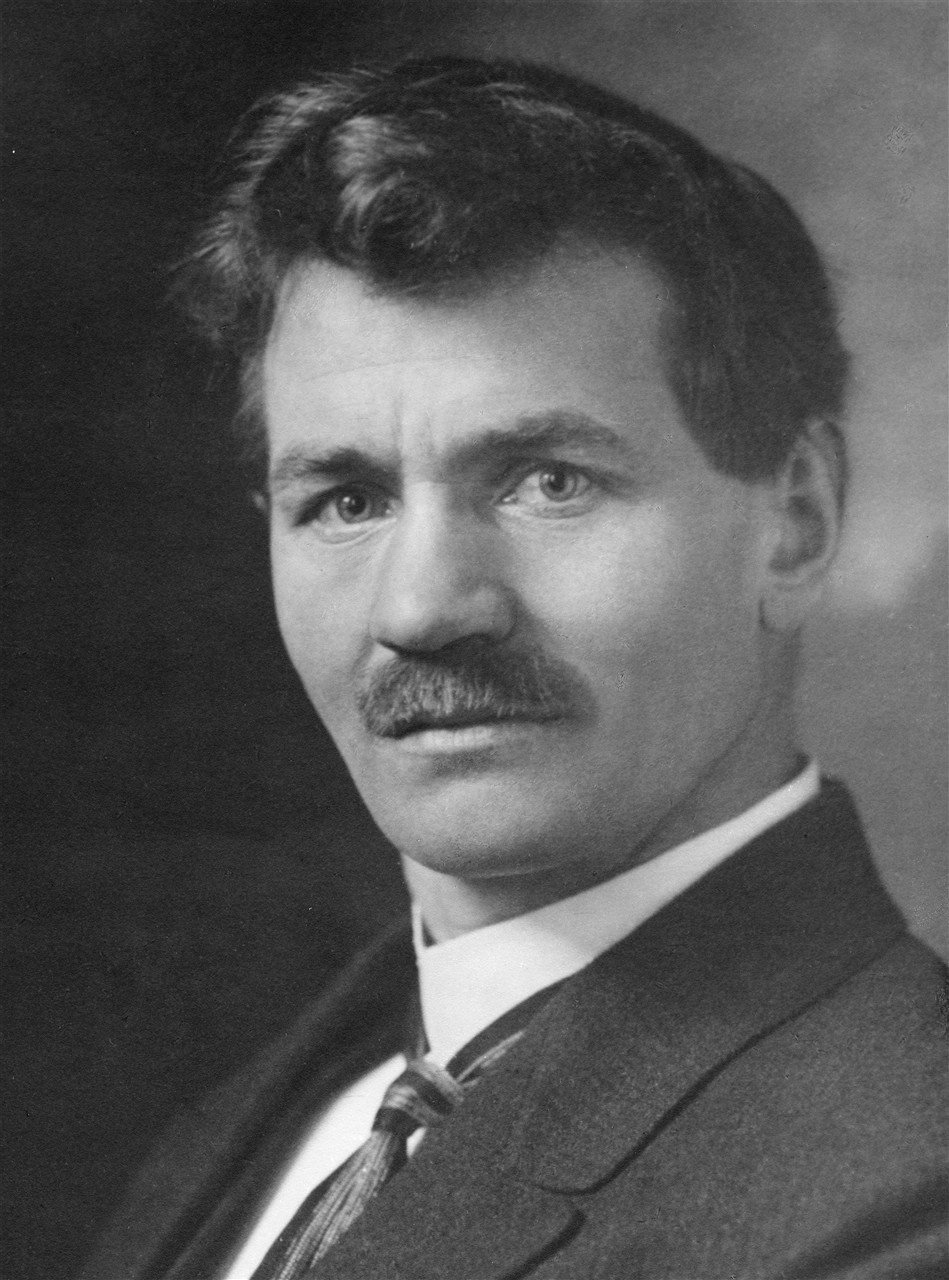
Halvor Floden.

Halvor Floden född 22 juli 1884 i Trysil, död 3 december 1956, var en norsk barnboksförfattare, och han var den första barnboksförfattaren i Norge som fick konstnärslön. 
Halvor Floden har skrivit ett flertal barnböcker, och hans mest kända bok är kanske Frik med Fela (1917). De flesta av hans böcker är psykologiska utvecklingsromaner från östnorsk bygdemiljö. Floden var ordförande i Norsk Bokmannslag 1930–1956. Han fick Statlig konstnärslön från 1950.
Han var utbildad lärare, och bodde det mesta av sitt liv i Hernes i Elverum. Genom äktenskapet med Tora (född Haugen) blev han svåger med den i dag mindre kända barnboksförfattaren Ole Haugen-Flermoe.  
Floden skrev tillsammans med Rasmus Breistein manus till filmen Nordlandets våghals baserad på Rudolf Muus' roman Knut Skaret.